# Masaoka Shiki
Masaoka Shiki (正岡子規 Masaoka Shiki?,  17 octubre 1867-19 septiembre 1902) fue un poeta, crítico literario y periodista japonés del periodo Meiji. Su verdadero nombre era Masaoka Tsunenori.

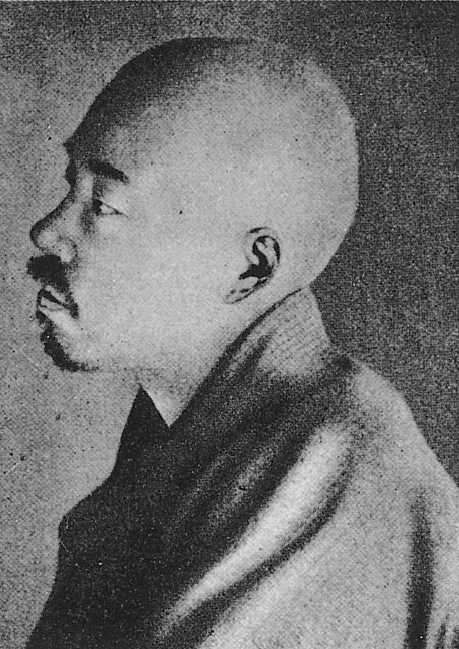

Nació en la ciudad de Matsuyama (prefectura de Iyo).  Pertenecía a una familia humilde de samuráis.  Su padre era alcohólico y murió cuando el poeta tenía cinco años.  En su juventud empezó a interesarse por la política y en 1883 se trasladó a vivir a Tokio.  Allí se aficionó a jugar al béisbol y se hizo amigo del que más tarde sería uno de los mayores novelistas de la época, Natsume Soseki.
Shiki fue un renovador de la poesía haiku, de la cual es considerado uno de los cuatro maestros junto a Matsuo Bashō, Yosa Buson y Kobayashi Issa. 
Precisamente, escribió un ensayo cuestionando la poesía de Bashô, llamado "Bashô zôdan" y tres diarios, uno de ellos "Una cama de enfermo de seis pies de largo".